# God Is an Astronaut
I God Is an Astronaut sono un gruppo musicale post-rock irlandese proveniente da Glen of the Downs, non lontana da Wicklow, capoluogo dell'omonima contea.

## Storia del gruppo

### Anni duemila
Il gruppo nasce nel 2002 per iniziativa dei fratelli gemelli Torsten e Niels Kinsella (rispettivamente chitarrista e bassista); dello stesso anno è l'album di debutto The End of the Beginning, distribuito attraverso l'etichetta discografica indipendente Revive Records da loro stessi creata. Dal punto di vista sonoro si tratta di un disco prettamente legato al post-rock strumentale e particolarmente melodico.
Nel 2005 è la volta del secondo album All Is Violent, All Is Bright, il primo a figurare in formazione anche il batterista Lloyd Hanney; tale disco è stato in seguito riconosciuto dalla critica come il migliore della formazione nonché tra i migliori del genere post-rock. L'anno dopo è uscito l'EP A Moment of Stillness, seguito l'anno dopo dal terzo album Far from Refuge. Il 2008 ha segnato invece la pubblicazione del quarto album, l'omonimo God Is an Astronaut.

### Anni 2010
Nel 2010 il trio ha realizzato e pubblicato il quinto album Age of the Fifth Sun, a cui ha fatto seguito Origins il 26 agosto 2013, il primo con il polistrumentista Jamie Dean. Nel 2015 il gruppo ha reso disponibile il settimo album Helios / Erebus.
Nel 2018 il gruppo ha firmato un contratto discografico con la Napalm Records, che ha pubblicato l'ottavo album in studio Epitaph il 27 aprile dello stesso anno, il primo a seguito dell'uscita del tastierista e chitarrista Jamie Dean. Rispetto al passato, questo disco ha segnato un importante cambiamento dal punto di vista musicale, presentando influenze più vicine al dark ambient e al doom metal: tale scelta è stata una conseguenza dettata dalla morte del cugino dei fratelli Kinsella, scomparso all'età di sette anni. Per il disco è stata intrapresa un'estesa tournée mondiale.

### Ghost Tapes 10
Agli inizi del 2020 il gruppo ha annunciato una tournée volta a celebrare i 15 anni dall'uscita di All Is Violent, All Is Bright, posticipata tuttavia nell'autunno dello stesso anno a causa della pandemia di COVID-19. Quest'ultima ha in seguito compromesso la tournée, costringendo il gruppo a posticiparla per il 2021. Durante la pausa il trio si è riunito a Jamie Dean e ha registrato il nono album Ghost Tapes 10, pubblicato il 12 febbraio 2021; rispetto a Epitaph, le sonorità si sono evolute verso uno stile più aggressivo, con l'aggiunta di molti elementi derivati dal post-metal.
La tournée si è infine svolta nel 2022 con il nome di The Beginning of the End Tour, durante la quale i God Is an Astronaut hanno celebrato i loro vent'anni di carriera eseguendo gran parte di All Is Violent, All Is Bright e Ghost Tapes 10 ma anche una selezione di altri brani appartenenti alla loro restante discografia. Nel corso dell'estate è uscito l'album dal vivo The Beginning of the End, nel quale il quartetto ha rivisitato per intero il primo album The End of the Beginning.

## Formazione
- Torsten Kinsella – chitarra, tastiera, voce (2002-presente)
- Niels Kinsella – basso (2002-presente)
- Lloyd Hanney – batteria, sintetizzatore (2003-presente)
- Jamie Dean – tastiera, sintetizzatore, chitarra, basso (2010-2017, 2020-presente)

## Discografia

### Album in studio
- 2002 – The End of the Beginning
- 2005 – All Is Violent, All Is Bright
- 2007 – Far from Refuge
- 2008 – God Is an Astronaut
- 2010 – Age of the Fifth Sun
- 2013 – Origins
- 2015 – Helios / Erebus
- 2018 – Epitaph
- 2021 – Ghost Tapes 10
- 2022 – Somnia
- 2024 -  Embers

### Album dal vivo
- 2021 – All is Violent, All is Bright Live
- 2021 – Live @ Opium Dublin
- 2022 – The Beginning of the End
- 2023 – Live at Dunk!Fest 2023 (feat. Jo Quail)

### EP
- 2006 – A Moment of Stillness
- 2008 – God Is an Astronaut/The Mantra Above the Spotless Melt Moon (split con The Mantra Above the Spotless Melt Moon)

### Singoli
- 2013 – Spiral Code
- 2014 – The Last March
- 2018 – Epitaph
- 2018 – Komorebi